# Isaria javanica
Isaria javanica är en svampart som först beskrevs av Frieder. & Bally, och fick sitt nu gällande namn av Samson & Hywel-Jones 2005. Isaria javanica ingår i släktet Isaria och familjen Cordycipitaceae.   Inga underarter finns listade i Catalogue of Life.